# جوستين لين (اقتصادي)
جوستين لين (بالإنجليزية: Justin Yifu Lin)‏ (و. 1952  م) هو اقتصادي، وأستاذ جامعي من تايوان، والصين، ولد في مقاطعة ييلان.

## مناصب
تولى منصب عضو في اللجنة الوطنية لجمهورية الصين الشعبية
- عضو مجلس الشعب الصيني  [لغات أخرى]‏.

## التعليم
تعلم في جامعة بكين، وجامعة شيكاغو، وجامعة تايوان الوطنية.

## روابط خارجية
- جوستين لين على موقع مونزينجر (الألمانية)